# Wentow
Wentow ist ein Ortsteil von Gransee im Landkreis Oberhavel in Brandenburg.

## Geografie und Verkehrsanbindung
Wentow liegt nordöstlich des Kernortes Gransee am südwestlichen Ufer des Großen Wentowsees. Nordwestlich liegt das Landschaftsschutzgebiet Fürstenberger Wald- und Seengebiet.
Die in Nord-Süd-Richtung verlaufende B 96 (= E 251) verläuft westlich vom Ort. 